# Altersheim der Jüdischen Gemeinde zu Berlin

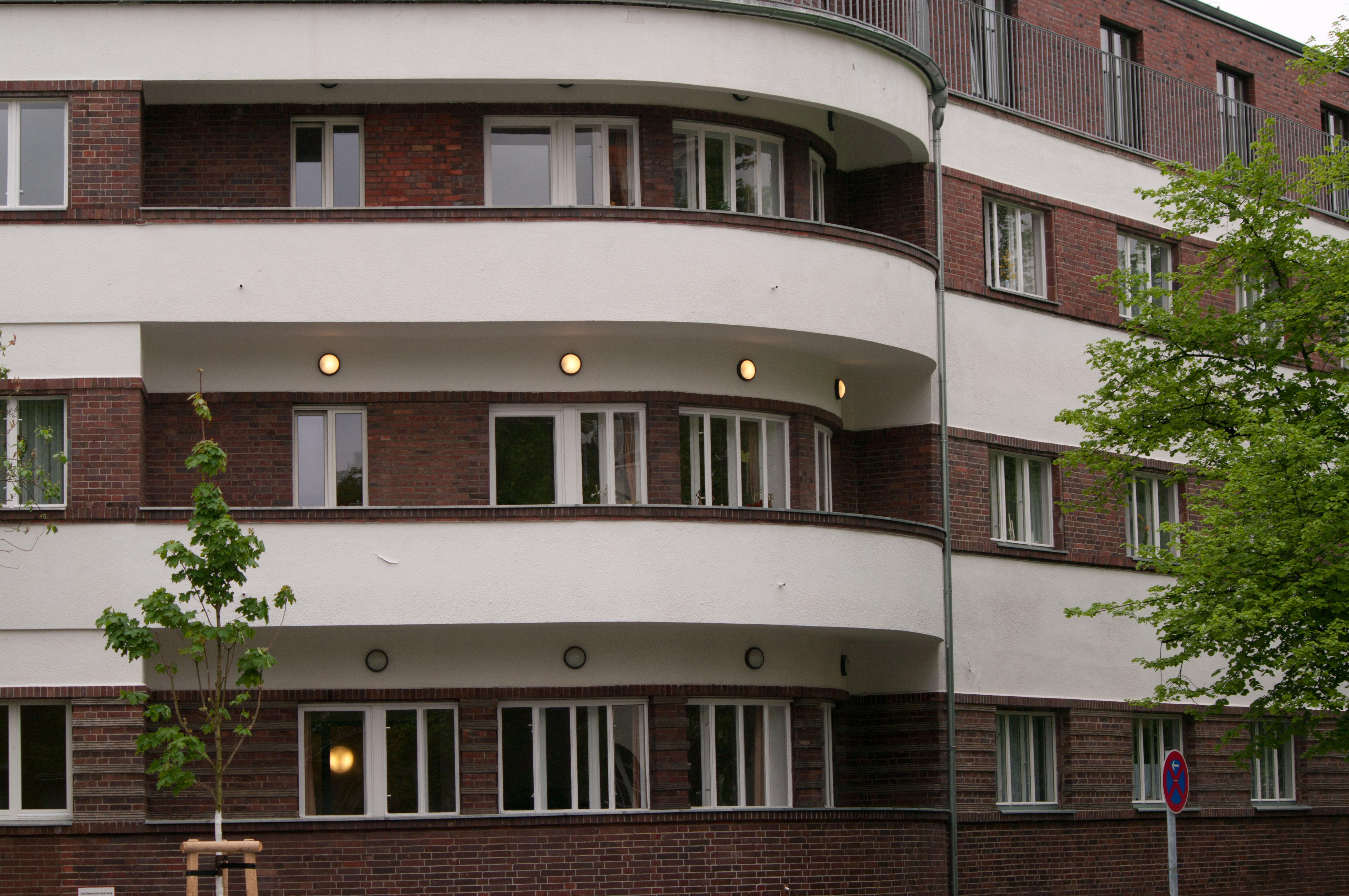
Altersheim der Jüdischen Gemeinde zu Berlin, Ecke Berkaer/Sulzaer Straße

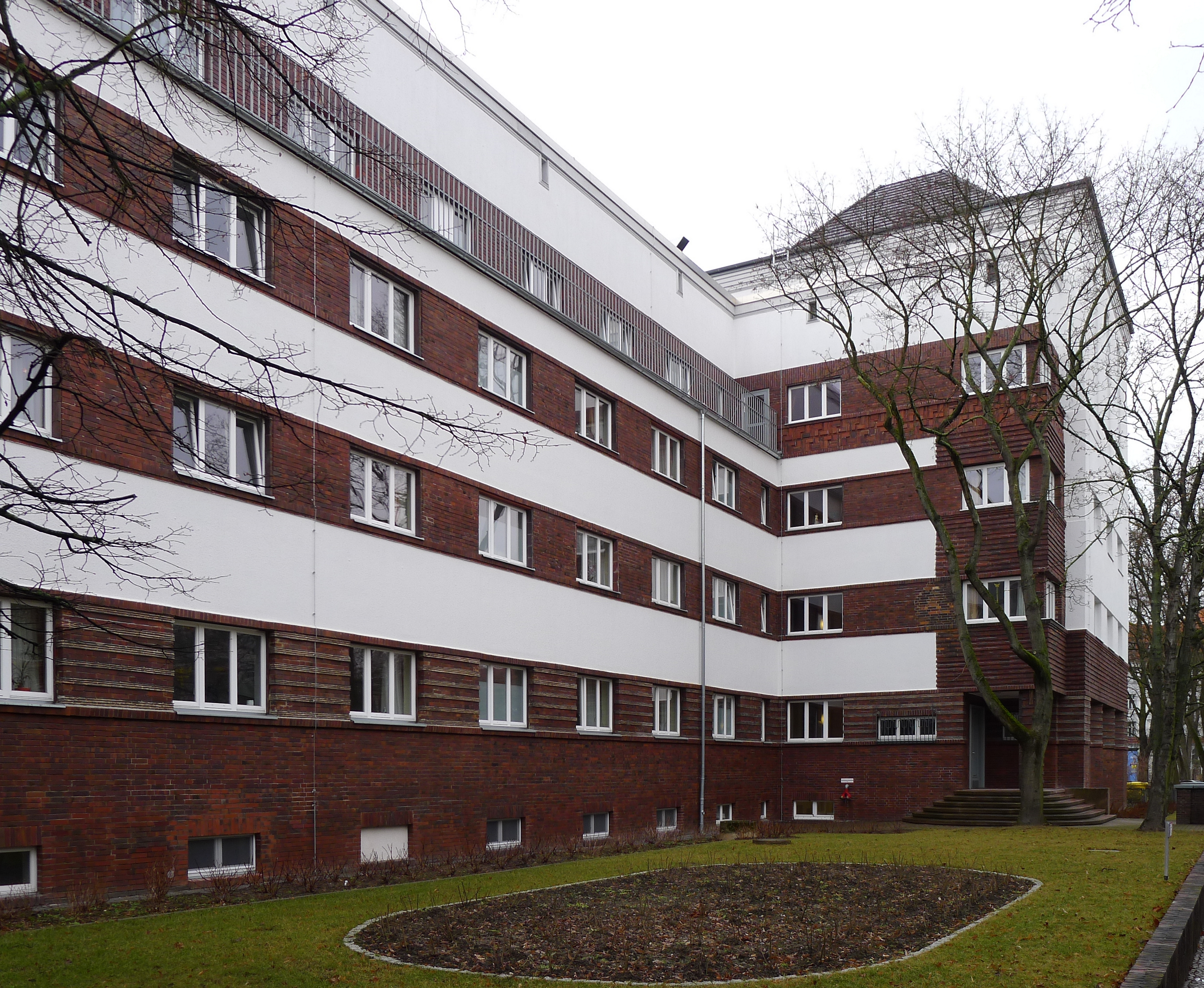
Altersheim der Jüdischen Gemeinde zu Berlin, Kopfbau mit erhöhtem Mittelteil

Das Altersheim der Jüdischen Gemeinde zu Berlin ist ein Altersheim im Berliner Ortsteil Schmargendorf. Das 1929–1931 von Alexander Beer für die Jüdische Gemeinde zu Berlin gebaute Gebäude diente im Laufe seiner Geschichte als Altersheim, Büro des Reichssicherheitshauptamtes, Kaserne der Britischen Armee, allgemeines Krankenhaus und geriatrisches Fachkrankenhaus und gehört aktuell als Haus Wilmersdorf zum Vivantes-Konzern.

## Architektur
Der Backsteinbau ist durch helle durchgehende Putz- und Fensterbänder auffallend horizontal gegliedert. Es verfügt über abgerundete Balkone und ein zurückgesetztes Obergeschoss. Das Haus liegt an einer exponierten Ecklage zwischen Berkaer Straße und Sulzaer Straße. Der nördliche Riegel ist ein symmetrischer Kopfbau, dessen Mittelteil erhöht ist. Zur Sulzaer Straße hin knickt das Gebäude stumpf ab.
Der Maler Max Busyn schuf für das Heim Wandbilder.

## Geschichte
Bereits zum Beginn des 20. Jahrhunderts hatte die Jüdische Gemeinde von Berlin und Umgebung für ihre alten Mitglieder im damaligen Berliner Vorort Wedding an der heutige Iranischen Straße ein Heim errichtet und am 21. September 1902 eingeweiht.
Auf dem 7000 m² großen Grundstück ließ die jüdische Gemeinde 1929 das Gebäude errichten, das am Ende Plätze für 180 Bewohner und einen Betsaal für 300 enthielt. 1941 ließ die deutsche Regierung das Heim schließen sowie durch die SS in Beschlag nehmen und deportierte die noch verbliebenen Bewohner und Pflegekräfte in ein Konzentrationslager, wo sie sie ermorden ließ. In den folgenden Jahren nutzte das Reichssicherheitshauptamt Amt VI (Ausland – SD-Ausland), die Spionageabwehr, das Gebäude und errichtete auf dem Hof einen Aktenbunker.
Nach der Befreiung Berlins nahmen kanadische Einheiten das Gebäude als Mackenzie King Barracks ein, die kurze Zeit später durch die Britischen Streitkräfte in Berlin übernommen wurden Das umliegende Gelände zwischen Schulhaus und Hohenzollerndamm war als Kasernengelände gesperrt.
Im Jahr 1954 wurde das Haus wieder an das Land Berlin übergeben, das es bis 1956 sanieren ließ. Es wurde eine Außenstelle des Krankenhauses Wilmersdorf. Nachdem dieses geschlossen worden wurde, gehörte es seit 1988 zum Max-Bürger-Krankenhaus.
Seit 1999 wird das Gebäude wieder als Altersheim genutzt, seit 2001 wird es von Vivantes betrieben. Der dem Land Berlin gehörende Vivantes-Konzern ließ das Heim zwischen 2009 und 2011 für elf Millionen Euro umfassend sanieren. Im August 2011 eröffnete der Konzern das Haus wieder. Nach der Sanierung bietet das Haus Platz für 123 Bewohner in 75 Einzelzimmern und 24 Doppelzimmern.

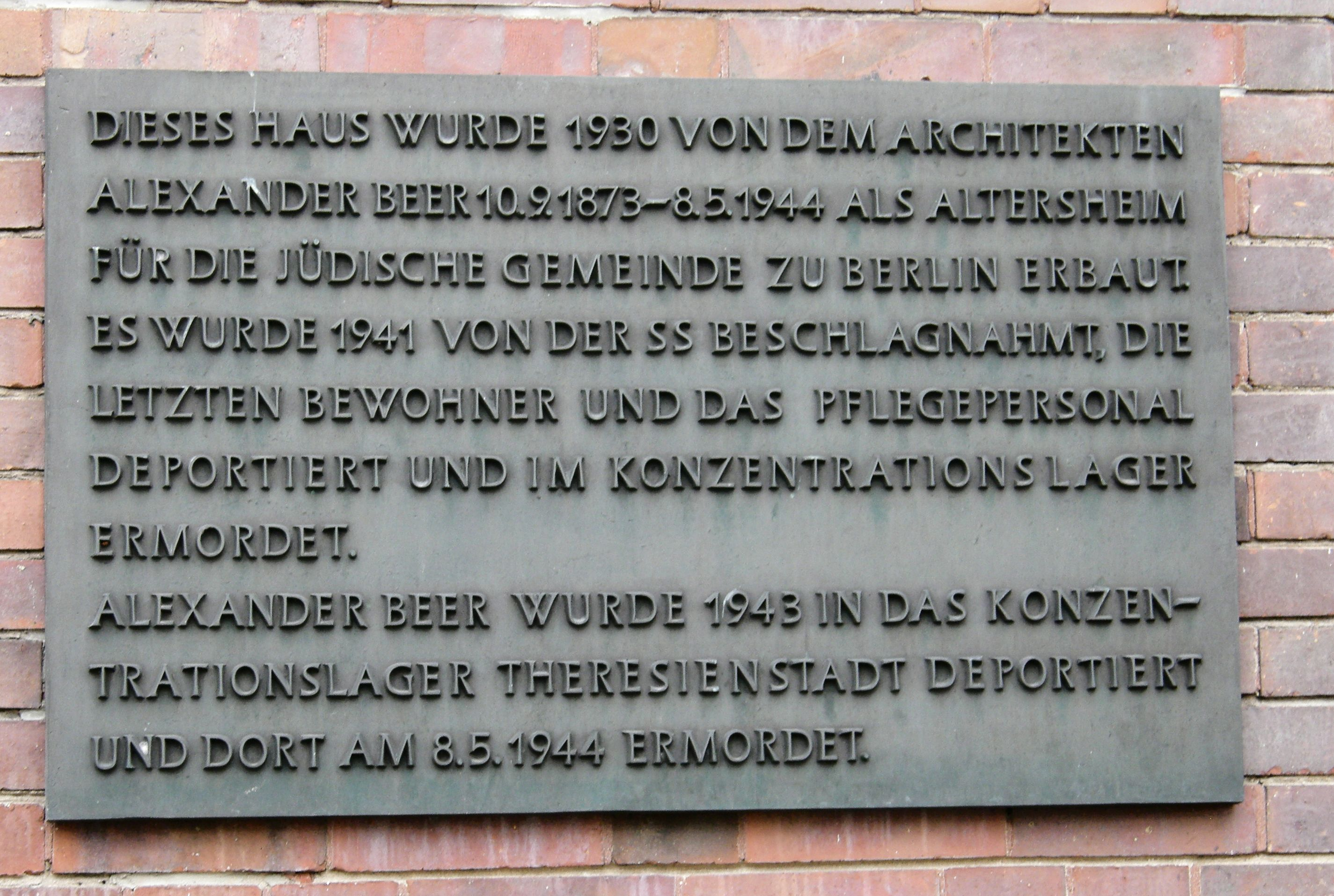
Gedenktafel am Altersheim

Seit dem 8. November 1988 erinnert eine Gedenktafel an der Außenmauer (links neben einem der Eingänge an der Berkaer Straße) an Alexander Beer und an die deportierten sowie später ermordeten Bewohner und Pflegekräfte.
Mit dem Haus Leo Baeck in Charlottenburg existiert seit 1980 wieder ein Altersheim der jüdischen Gemeinde.